# Artur Tomaszewski (inżynier)
Artur Jerzy Tomaszewski – polski inżynier, doktor habilitowany nauk technicznych. Specjalizuje się w projektowaniu i zarządzaniu sieciami. Adiunkt na  Katedrze Teleinformatyki Politechniki Gdańskiej.
Stopień doktorski z telekomunikacji na wydziale Elektroniki Politechniki Warszawskiej uzyskał w 1993 roku na podstawie pracy zatytułowanej Analiza i projektowanie elastycznie zabezpieczonych sieci teletransmisyjnych, przygotowanej pod kierunkiem Józefa Lubacza. Na tym samym wydziale habilitował się w 2014. Swoje prace publikował w czasopismach, takich jak „Networks”, „Journal of Applied Mathematics” czy „European Transactions on Telecommunications”.